# Jan Błądek
Jan Błądek (ur. 4 lutego 1940 w Leżajsku, zm. 20 sierpnia 2010) – polski chemik, pułkownik Wojska Polskiego, doktor habilitowany nauk chemicznych, profesor nadzwyczajny Wojskowej Akademii Technicznej im. Jarosława Dąbrowskiego w Warszawie, specjalności: chemia fizyczna i teoretyczna.

## Życiorys
Urodził się w Leżajsku, gdzie w 1958 zdał w Liceum Ogólnokształcącym maturę. Podjął pracę w Zakładach Chemicznych, a rok później został podchorążym w Oficerskiej Szkole Wojsk Chemicznych w Krakowie. Jako młody oficer służył w jednostkach chemicznych. Ukończył studia na kierunku chemia na Wydziale Chemii i Fizyki Technicznej Wojskowej Akademii Technicznej w Warszawie. W 1960 uzyskał stopień naukowy doktora na podstawie rozprawy dotyczącej generowania niewielkich skażeń powietrza i związaną z tym hematytem problematyką generowania niewielkich, programowanych stężeń par cieczy w gazach. Pracował w Instytucie Chemii i Obrony Przeciwchemicznej. W 1990 na podstawie dorobku naukowego oraz rozprawy pt. Doskonalenie technik chromatografii cienkowarstwowej uzyskał na Wydziale Chemii Uniwersytetu Marii Curie-Skłodowskiej w Lublinie stopień doktora habilitowanego nauk chemicznych w dyscyplinie chemia specjalność chemia.
Został profesorem w Instytucie Chemii Wydziału Nowych Technologii i Chemii Wojskowej Akademii Technicznej im. Jarosława Dąbrowskiego.
Zasiadał w Komitecie Chemii Polskiej Akademii Nauk.